# Свидівська сільська рада (Чортківський район)
Сви́дівська сільська́ ра́да — колишня адміністративно-територіальна одиниця та орган місцевого самоврядування в Чортківському районі Тернопільської області. Адміністративний центр — с. Свидова.

## Загальні відомості
- Територія ради: 23,668 км²
- Населення ради: 1 593 особи (станом на 2001 рік)
- Територією ради протікає річка Тупа

## Населені пункти
Сільській раді були підпорядковані населені пункти:
- с. Свидова
- с. Антонів

## Історія
Сільська рада утворена у вересні 1939 року.
17 грудня 2020 року увійшла до складу Товстенської сільської громади.

## Географія
Свидівська сільська рада межувала з Милівецькою, Мухавською сільськими радами — Чортківського району, Товстенськоє та Буряківською сільськими радами — Заліщицького району. 

## Склад ради

### Керівний склад попередніх скликань
| Прізвище, ім'я, по батькові | Основні відомості | Дата обрання | Дата звільнення |
| --------------------------- | ----------------- | ------------ | --------------- |
| Шевчук Ольга Михайлівна     | Сільський голова  | 1991         | 1992            |
| Салук Михайло Михайлович    | Сільський голова  | 1993         | 1994            |
| Пушкар Василь Геронійович   | Сільський голова  | 1994         | 1998            |
| Пушкар Петро Іванович       | Сільський голова  | 1998         | 2002            |
| Пушкар Петро Іванович       | Сільський голова  | 2002         | 2006            |
| Сорока Богдан Юхимович      | Сільський голова  | 26.03.2006   | 31.10.2010      |
| Сорока Богдан Юхимович      | Сільський голова  | 31.10.2010   | 25.10.2015      |
| Сорока Богдан Юхимович      | Сільський голова  | 25.10.2015   | 17.12.2020      |

| Прізвище, ім'я, по батькові | Основні відомості | Дата обрання | Дата звільнення |
| --------------------------- | ----------------- | ------------ | --------------- |
| Золотоцька Галина Йосипівна | Секретар          | 1990         | 1992            |
| Бичко Тетяна Іванівна       | Секретар          | 1993         | 1994            |
| Бичко Тетяна Іванівна       | Секретар          | 1994         | 1998            |
| Бичко Тетяна Іванівна       | Секретар          | 1998         | 2002            |
| Бичко Тетяна Іванівна       | Секретар          | 2002         | 2006            |
| Бичко Тетяна Іванівна       | Секретар          | 2006         | 2010            |
| Бичко Тетяна Іванівна       | Секретар          | 2010         | 2015            |
| Бичко Тетяна Іванівна       | Секретар          | 2015         | 2020            |

### Депутати

#### VII скликання
За результатами місцевих виборів 2015 року депутатами ради стали:
1. Джегус Роман Ананійович
2. Кіщук Марія Володимирівна
3. Пахолок Михайло Вікторович
4. Кучерявий Андрій Павлович
5. Бичко Тетяна Іванівна
6. Золотоцький Ярослав Михайлович
7. Васильєва Любов Юріївна
8. Довгий Дмитро Михайлович
9. Пясецький Михайло Олегович
10. Гураль Арсен Іванович
11. Луник Валентин Васильович
12. Семчук Ігор Сергійович
13. Брик Надія Михайлівна
14. Семчук Денис Степанович

За результатами місцевих виборів 2010 року депутатами ради стали:
1. Тустановський Богдан Васильович
2. Трачик Віталій Володимирович
3. Майданик Богдана Іванівна
4. Бичко Іван Васильович
5. Бичко Тетяна Іванівна
6. Бичко Богдан Васильович
7. Загайкевич Петро Іванович
8. Бицюк Тетяна Степанівна
9. Глова Марія Михайлівна
10. Кметик Петро Ігорович
11. Гураль Арсен Іванович
12. Луник Валентин Васильович
13. Семчук Ігор Сергійович
14. Червінський Юрій Володимирович
15. Семчук Денис Степанович
16. Катеринюк Галина Мирославівна

#### V скликання
За результатами місцевих виборів 2006 року депутатами ради стали:
1. Кошуль Ігор Зеновійович
2. Сандецький Іван Олександрович
3. Божаківський Володимир Ігорович
4. Калакайло Іван Ярославович
5. Бичко Тетяна Іванівна
6. Довгий Дмитро Михайлович
7. Салій Олег Михайлович
8. Токар Ганна Петрівна
9. Довгий Олег Михайлович
10. Бегман Леся Степанівна
11. Гуфрій Марія Павлівна
12. Ганусяк Богдан Михайлович
13. Пиріжок Богдан Іванович
14. Шмирко Ольга Володимирівна
15. Семчук Степан Володимирович
16. Семчук Ігор Сергійович

#### IV скликання
За результатами місцевих виборів 2002 року депутатами ради стали:
1. Костецька Світлана Михайлівна
2. Джегус Степанія Василівна
3. Божаківський Володимир Ігорович
4. Бичко Василь Іванович
5. Бичко Тетяна Іванівна
6. Калакайло Іван Ярославович
7. Васильїв Олексій Михайлович
8. Бицюк Степан Васильович
9. Ткачик Антон Григорович
10. Ткачик Володимир Антонович
11. Кметик Михайло Зіновійович
12. Василишин Петро Антонович
13. Мельниччин Іван Михайлович
14. Брик Мирослав Іванович
15. Спужак Іван Михайлович

#### III скликання
За результатами місцевих виборів 1998 року депутатами ради стали:
1. Запоточний Володимир Семенович
2. Джегус Степанія Василівна
3. Пахолок Михайло Вікторович
4. Бичко Василь Іванович
5. Бичко Тетяна Іванівна
6. Щербатий Василь Степанович
7. Васильєв Олексій Михайлович
8. Гальтюк Павло Теодозійович
9. Цалий Іван Петрович
10. Ганусяк Богдан Михайлович
11. Кухта Григорій Васильович
12. Гевко Олег Ярославович
13. Брик Мирослав Іванович
14. Нера Сергій Степанович
15. Мельниччин Іван Миколайович

#### II скликання
За результатами місцевих виборів 1994 року депутатами ради стали:
1. Запоточний Володимир Семенович
2. Пушкар Петро Іванович
3. Стахів Володимир Казимирович
4. Онищук Петро Онуфрійович
5. Подоляк Іван Павлович
6. Щербатий Василь Степанович
7. Васильєв Олексій Михайлович
8. Довгий Михайло Дмитрович
9. Рудик Іван Васильович
10. Ткачик Антон Григорович
11. Пушкар Борис Теодорович
12. Мельний Людмила Іванівна
13. Шмирко Володимир Євгенович
14. Старик Люба Євгенівна
15. Нера Сергій Степанович

#### I скликання
За результатами місцевих виборів 1990 року депутатами ради стали:
1. Варварчук Іван Михайлович
2. Галанчак Марія Йосипівна
3. Шевчук Зіновій Ананійович
4. Грицьків Богдан Васильович
5. Салук Михайло Михайлович
6. Касюк Роман Теодорович
7. Катеринюк Хризантій Пилипович
8. Сандецька Оксана Миколаївна
9. Джегус Петро Михайлович
10. Зіброцький Мирослав Якович
11. Фрич Ігор Васильович
12. Кириченко Люба Володимирівна
13. Стельмах Іванна Андріївна
14. Гевко Олег Ярославович
15. Шевчук Ольга Михайлівна
16. Пиріжок Іван Богданович
17. Шевчук Петро Іванович
18. Золотоцька Галина Йосипівна
19. Березовський Іллярій Романович
20. Микицей Галина Ярославівна
21. Строцень Дмитро Павлович
22. Пастущак Петро Адамович
23. Гураль Василь Дмитрович
24. Кардинал Богдан Якович
25. Стельмащук Михайло Антонович